# Poluotok Staritskog
Poluotok Staritskog  (rus. Полуостров Старицкого) nalazi se u Taujskom zaljevu Ohotskog mora u Magadanskoj oblasti, na Dalekom istoku Rusije. Nalazi se neposredno južno od Magadana, koji zauzima prevlaku poluotoka. Od kopna je odvojen manjim Nagajevljevim zaljevom na zapadu i Gertnerovim zaljevom na istoku.
Prije 1875. bio je poznat kao poluotok Mijekan prema lokalnom evenskom nazivu Mijekan za zaljev Nagajev. Godine 1875. hidrograf Mihail Onacevič kartografirao lokalne obale i nazvao poluotok po ruskom kapetanu i hidrologu Konstantinu Staritskom.
Njegova najviša točka je Marčekanskaja Sopka, s visinom od 694 m/nm.

## Vanjske poveznice
|  | Zajednički poslužitelj ima još gradiva o temi Poluotok Staritskog |